# Muara Penimbung Ilir
Muara Penimbung Ilir is een bestuurslaag in het regentschap Ogan Ilir van de provincie Zuid-Sumatra, Indonesië. Muara Penimbung Ilir telt 969 inwoners (volkstelling 2010).